# ニュービッグパルサー
ニュービッグパルサーは山佐が発売したパチスロ機。

## 概要
機種名は2号機としてヒットしたビッグパルサーの後継機として名づけられた。ビッグ絵柄にスイカ、ビッグ中の音楽にアマリリスを採用するなど前作の雰囲気をかもしだしている。
ゲーム性はワイワイパルサー2の二番煎じでリーチ目やリール配列などもほぼ同じである（リール配列は左・中リールはワイワイパルサー2と同じ、右リールはワイワイパルサー2の右リールを上下逆転させたものとなっている）。
絵柄違いの兄弟機『タンタンタヌキ』も存在する。、筐体は旧バージョンで、ビッグ絵柄に緑色のタヌキを採用。ビッグボーナス中のBGMは「たんたんたぬきの…」歌いだしで始まる替え歌で知られる『まもなくかなたの』が使われている。